# Eun-ju
Eun-ju (은주) ist ein koreanischer weiblicher Vorname.

## Namensträgerinnen
- Kwon Eun-ju (* 1977), südkoreanische Langstreckenläuferin
- Lee Eun-ju (1980–2005), südkoreanische Schauspielerin und Model